# Kaba-chan
Eiji Kabashima (椛島 永次 Kabashima Eiji?, Yanagawa (Fukuoka),19 de junio 1969), conocida por su nombre artístico Kaba-chan (KABA.ちゃん?), es una tarento y coreógrafa trans japonesa. 
Después de aprender danza en Nueva York, regresó a Japón y fue elegida para convertirse en miembro del grupo musical Dos con Taeko Nishikawa y Asami Yoshino. 
Conocida por su personaje extravagante en Dos, salió públicamente en un episodio de 2002 del programa de variedades Dancing Sanma Palace para más tarde convertirse en miembro del jurado en Waratte Iitomo! desde 2002 hasta 2005.
Concursó además en dos ediciones de la versión japonesa de Bailando con las estrellas titulada Shall We Dance? (シャル・ウィ・ダンス? Sharu Wi Dansu??), ganando su episodio "1-day special" con la pareja de baile Hidemi Yamamoto con quien bailó un pasodoble también ganando su segundo "1-day special" con su socio RYOKO bailando salsa.
El 17 de agosto de 2015 Kaba-chan anunció que se había hecho la operación de cambio de sexo.